# دوچرخه کیوب
کیوب, یک تولیدکننده دوچرخه است که انواع بسیاری از دوچرخه‌ها را تولید می‌کند، اما بهترین و شناخته شده‌ترین محصول آن دوچرخه کوهستان است. دفتر مرکزی کیوب در آلمان در شهر و همچنین دفتر نمایندهٔ انحصاری دوچرخه کیوب در ایران (شرکت فستوس) در تهران واقع است.

## تاریخچه
شرکت کیوب در سال ۱۹۹۳ توسط دانش آموز سابق مارکوس پرنر در مساحتی به وسعت ۵۰ متر مربع در کارخانه مبلمان پدرش در والدرزهوف آلمان تأسیس شد. این شرکت با گسترش تولید در آن محل به ۲۰۰۰۰ متر مربع رسید و اکنون محصولاتش را در بیش از ۶۰ کشور در سراسر جهان به فروش می‌رساند.
حضور دوچرخه کیوب در تور دو فرانس ۲۰۱۷ با تیم وانتی–گروپ گوبر.

## محصولات
محدوده فعلی محصولات شامل انواع دوچرخه‌های کوهستان جاده دوچرخه کراس، دوچرخه مسابقات سه‌گانه، دوچرخه‌های الکتریکی به خوبی دوچرخه‌های ترکینگ. دوچرخه‌های مخصوص بانوان، دوچرخه‌های بچه گانه، لباس و لوازم جانبی می‌شود.
محصولات حرفه‌ای و رده بالا این شرکت در کشور آلمان و محصولات رده پایین آن در کشور چین تولید و ارائه می‌گردد.

## دوچرخه سواران و تیم‌ها
- تیم فعال کیوب: نیکلاس لاو، گریگ کالاگان، گستی ویلدهابر، آندره واگن‌نچت و دانیل شمل.
- تیم جهانی کیوب: گریگ ویلیامسون و مت واکر.
- Wanty-Groupe Gobert
- مسابقات سه‌گانه: برادران را الرت (آندریاس و مایکل), دانیلا ساملر، سوینجا بازلن، سلین شیرر، مالته برونز
- کارخانه خلبانان: نیکول و Lothar Leder, لوئیس گرگ، لیزا برکنر، گرید شونفلدر، تیم Erdinger Alkoholfrei, تیم استراساکر، تیم MHW مسابقه کیوب